# Георг II фон Монфор-Брегенц-Пфанберг
Георг II/III фон Монфор-Брегенц-Пфанберг (на немски: Georg II/III Graf von Montfort-Bregenz-Pfannberg; † 30 март или май 1544 в Брегенц) е граф на Монфор-Брегенц-Пфанберг/Пегау (при Фронлайтен в Щирия). Той е от влиятелния и богат швабски род Монфор/Монтфорт, странична линия на пфалцграфовете на Тюбинген.

## Произход
Син е на граф Херман II фон Монфор-Брегенц-Пфанберг-Пегау († 13 февруари 1483) и съпругата му Цецилия фон Лихтенщайн-Мурау, дъщеря на Никлас I фон Лихтенщайн († 1499/1500) и Анна фон Щубенберг († 1479).

## Фамилия
Георг II фон Монфор-Брегенц-Пфанберг-Пегау има с първата му съпруга с неизвестно име една дъщеря:
- Франциска фон Монфор (* 1514/1515; † 16 октомври 1544), омъжена на 7 май 1534 г. за граф Герхард фон Мандершайд-Геролщайн-Бланкенхайм-Бетинген (* 1 ноември 1491; † 30 юли 1548), син на граф Йохан I фон Мандершайд-Бланкенхайм-Геролщайн (1446 – 1524)

Georg фон Монфор-Брегенц-Пфанберг-Пегау се жени втори път сл. 1522 г. за принцеса Катерина Ягелонка Полска (* ок. 1503 в Полша; † 9 септември 1548), дъщеря на полския крал Зигмунт I Стари (1467 – 1548) и бохемската му метреса Катарина Телницзенка († 1528). Те имат децата:
- Кристина фон Монфор, омъжена за Кристоф фон Лозенщайн († 1558)
- Якоб I фон Монфор-Пфанберг († 1573), женен за Катарина Фугер фон Кирхберг-Вайсенхорн (* 6 ноември 1532; † 26 февруари 1598), дъщеря на Антон Фугер
- Херман V фон Монфор († пр. 1564/1641), женен за Сара фон Шерфенберг (* 1546; † 24 октомври 1566)